# كليفورد كرولي
كليفورد كرولي هو لاعب هوكي الجليد كندي، ولد في 13 يونيو 1906 في وينيبيغ في كندا، وتوفي بنفس المكان في 27 أبريل 1948.

## وصلات خارجية
- كليفورد كرولي على موقع EliteProspects.com (الإنجليزية)
- كليفورد كرولي على موقع Eurohockey.com (الإنجليزية)
- كليفورد كرولي على موقع أوليمبيديا (الإنجليزية)